# Diksnavel roodstaartraafkaketoe
De diksnavel roodstaartraafkaketoe (Calyptorhynchus banksii macrorhynchus), soms ook Gould's roodstaartraafkaketoe genoemd, is een vogel uit de orde der papegaaiachtigen en de familie der kaketoes. Hij is een ondersoort van de roodstaartraafkaketoe (Calyptorhynchus banksii).

## Uiterlijk
De snavel van deze ondersoort is groter en dikker dan die van de nominaatvorm. Hieraan heeft hij dan ook zijn naam te danken. Bij de staart ontbreken de rode kleuren en zijn aan de bovenkant bij het vrouwtje lichte gele strepen waarneembaar. Hij wordt tussen de 54 en 57 cm groot.

## Leefgebied
Hij komt algemeen voor in het noordelijke deel van Australië. Hij wordt aangetroffen van Dampierland tot en met de Golf van Carpentaria in het Noordelijk Territorium.

## Voedsel
Deze vogel is overwegend vegetarisch. Zijn voedsel bestaat uit zaden, noten, bessen, vruchten aangevuld met insecten en larven.

## Voortplanting
Het vrouwtje legt een of twee witte eieren in een boomholte. Na een broedtijd van ongeveer 30 dagen komen de eieren uit. Na ongeveer 70 tot 75 dagen vliegen de jongen uit. Zowel het mannetje als vrouwtje broeden de eieren uit en verzorgen de jongen.